# Маршалл (Мічиган)
Маршалл (англ. Marshall) — місто (англ. city) в США, Адміністративний центр округу Калгун штату Мічиган. Населення — 6822 особи (2020).

## Географія
Маршалл розташований за координатами 42°15′44″ пн. ш. 84°57′30″ зх. д. / 42.26222° пн. ш. 84.95833° зх. д. (42.262129, -84.958417).  За даними Бюро перепису населення США в 2010 році місто мало площу 16,56 км², з яких 16,26 км² — суходіл та 0,30 км² — водойми.

## Демографія

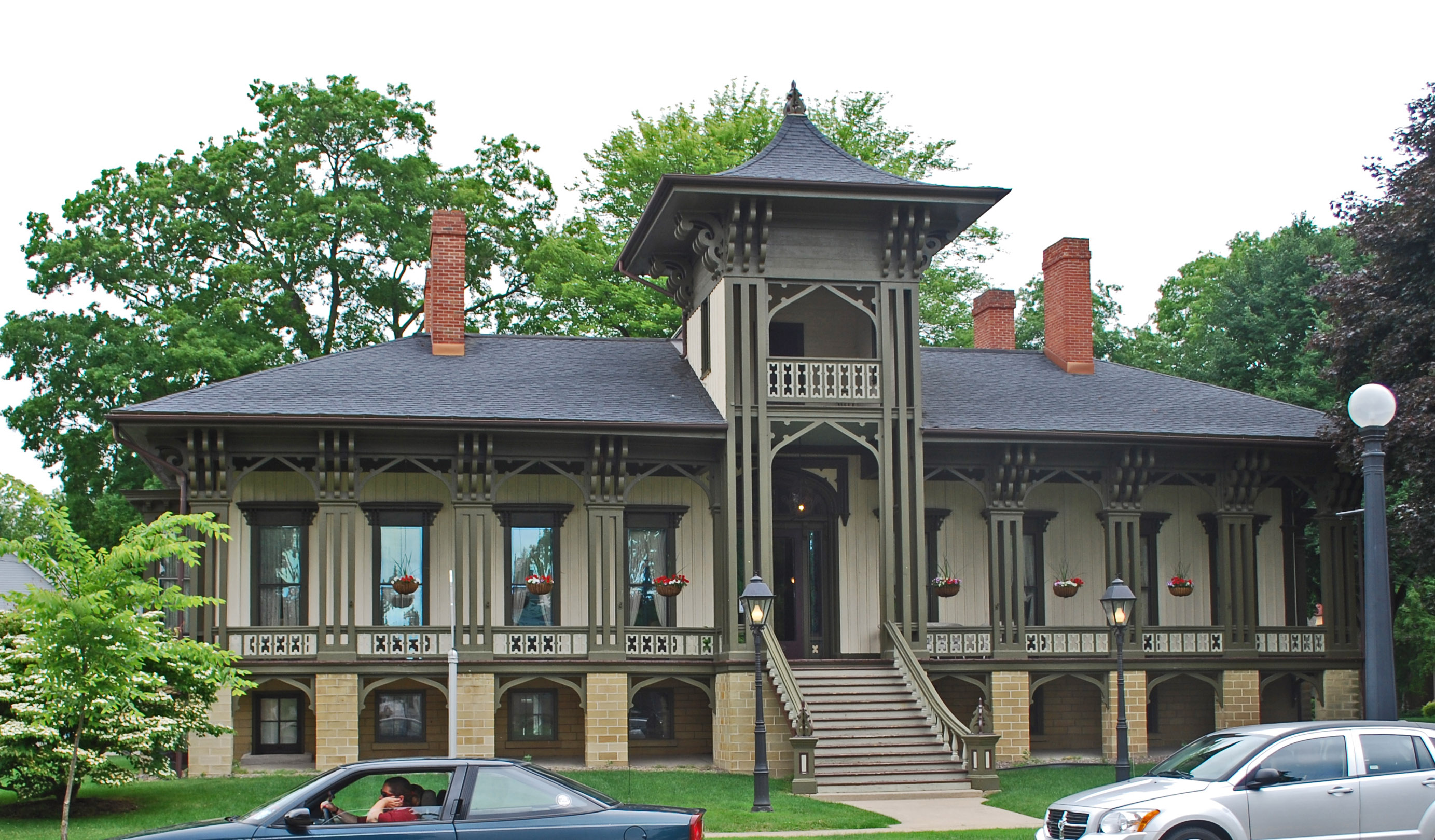
Будинок Гонолулу 1860

Згідно з переписом 2010 року, у місті мешкало 7088 осіб у 3092 домогосподарствах у складі 1840 родин. Густота населення становила 428 осіб/км².  Було 3394 помешкання (205/км²).
Расовий склад населення:
| - 95,1 % — білих - 1,1 % — чорних або афроамериканців - 0,7 % — азіатів - 0,6 % — корінних американців |

До двох чи більше рас належало 1,8 %. Частка іспаномовних становила 3,8 % від усіх жителів.
За віковим діапазоном населення розподілялося таким чином: 24,0 % — особи молодші 18 років, 57,8 % — особи у віці 18—64 років, 18,2 % — особи у віці 65 років та старші. Медіана віку мешканця становила 40,5 року. На 100 осіб жіночої статі у місті припадало 90,6 чоловіків;  на 100 жінок у віці від 18 років та старших — 84,2 чоловіків також старших 18 років.
Середній дохід на одне домашнє господарство  становив 55 876 доларів США (медіана — 44 635), а середній дохід на одну сім'ю — 64 535 доларів (медіана — 52 404). Медіана доходів становила 39 707 доларів для чоловіків та 41 667 доларів для жінок. За межею бідності перебувало 11,4 % осіб, у тому числі 14,6 % дітей у віці до 18 років та 7,4 % осіб у віці 65 років та старших.
Цивільне працевлаштоване населення становило 3195 осіб. Основні галузі зайнятості: освіта, охорона здоров'я та соціальна допомога — 25,3 %, виробництво — 16,5 %, роздрібна торгівля — 16,4 %.

## Транспорт
На півночі місто огинає магістраль I-94, що з'єднує Детройт та Каламазу, на заході — I-69, що проходить через Форт-Вейн та Лансинг. Ці магістралі з'єднуються на сході, поблизу Порт-Гурона, після чого перетинають кордон з Канадою.